# Digonogastra rimac
Digonogastra rimac är en stekelart som först beskrevs av Albert Burke Wolcott 1929.  Digonogastra rimac ingår i släktet Digonogastra och familjen bracksteklar. Inga underarter finns listade i Catalogue of Life.